# Alejandro Foxley

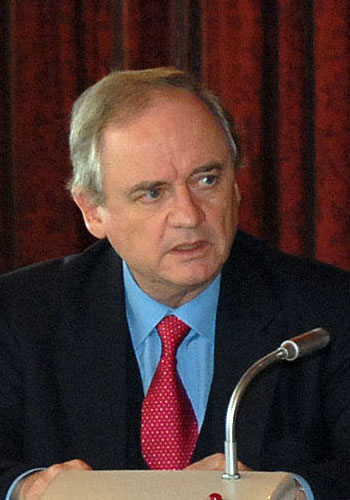
Alejandro Foxley

Alejandro Tomás Foxley Rioseco (Viña del Mar, 1939) é um economista e ex ministro das relações exteriores do Chile. Foi ministro da fazenda entre 1990 e 1994 e senador entre 1998 e 2006.
Ocupou também a presidência do Partido Democrata Cristão (1994-1996) e da Corporação de Investigações Econômicas para a América Latina (1976-1990).

## Atividades acadêmicas
É formado em engenharia civil pela Pontifícia Universidade Católica de Valparaíso e é doutor em economia pela Universidade de Wisconsin.
Participou e participa em diversas organizações internacionais e acadêmicas na área de economia como o Banco Mundial e o Banco Interamericano de Desenvolvimento.
Foi professor em várias instituições educacionais como a Universidade de Notre Dame, Instituto das Américas da Universidade da Califórnia, Instituto Tecnológico de Massachusetts, Universidade de Oxford e Instituto de Estudos de Desenvolvimento da Universidade de Sussex.
É acadêmico correspondente da Real Academia de Ciências Morais e Políticas de Espanha desde 1993.

## Honrarias
- Brasil - Grã-cruz da Ordem Nacional do Cruzeiro do Sul
- Áustria - Grande Insígnia de Honra
- Espanha - Ordem de Mérito Civil